# توسعه سیاسی
توسعه سیاسی از مفاهیم جامعه شناختی وابسته به علوم سیاسی است که در اصطلاح به معنای افزایش ظرفیت و کارایی یک نظام سیاسی در حل و فصل تضادهای منافع فردی و جمعی، ترکیب مردمی بودن، آزادی و تغییرات اساسی در یک جامعه است.
توسعه سیاسی در معنا و مفهوم امروزی آن، فراگردی است که بعد از جنگ جهانی دوم به‌وجود آمد. با وجود پیشرفت‌های شگرف در زمینه توسعه سیاسی، هنوز ابهامات زیادی در رابطه با این دانش‌واژه وجود دارد و دانشمندان حوزه‌های متفاوت، تعاریف گوناگونی از توسعه سیاسی ارائه می‌کنند.
توسعه سیاسی، فراگردی است که زمینه نهادی کردن تشکل‌ها و مشارکت سیاسی آنها را فراهم می‌کند و حاصل آن، افزایش توانمندی افراد، احزاب و گروه‌ها، برای مشارکت قانون‌مند در فضای سیاسی جامعه است و.
از نظر کلمن، توسعه سیاسی عبارت است از مراوده مستمر بین فعالیت‌های ساختاری، ظرفیت‌های همگرا، الزامات برابری، پاسخگویی و سیستم سازگار شونده سیاسی، در حالی که هانتینگتون بر آن است که توسعه سیاسی پایدار، در قالب تفکیک ساختارهای سیاسی، مشارکت داوطلبانه، حکومت عقلایی و فعالیت‌های سیاسی و اجتماعی مستمر تعریف می‌شود.
اهداف توسعه سیاسی:
۱. پیشرفت
۲. صنعتی شدن
۳. رفع فقر
۴. رفع وابستگی
۵. ایجاد تحولات ساختاری در تمام بخش‌های جامعه و گذار از حالت نامطلوب زندگی گذشته به شرایط بهتر